# SSST
SSST (Stichting Samen Spontaan Tekeergaan) was een Nederlandse popgroep die zong in het Achterhoeks. De groep werd begin 1981 opgericht door Ferdi Joly (Frederik Puntdroad, die ook deel uitmaakte van de Achterhoekse dialectpopgroep Normaal.

## Geschiedenis

### Ontstaan
Nadat Joly in 1980 was ontslagen bij Normaal, bleef hij teksten schrijven in het Achterhoekse dialect. Een klein jaar na zijn ontslag bij Normaal, richtte hij zijn nieuwe band op "Stichting Samen Spontaan Tekeergaan" of kortweg SSST.

### Reünie 2014
Begin 2014 kwam SSST weer bij elkaar tijdens Roomse Herrie. Dit was een eenmalig optreden.

### Singles
- Loat Ow Neet Beproaten
- Proat Met Mien
- Gakvee
- Alcohol
- Loat Ow Neet Kisten
- Hard Wehn